# Munktorp
För andra betydelser, se Munktorp (olika betydelser).
Munktorp är en tätort i Köpings kommun och kyrkbyn i Munktorps socken. Tätorten ligger 10 kilometer nordöst om Köping.

## Historia
En engelsk munk, Sankt David, lär vara upphovet till namnet Munktorp. Denne munk blev senare skyddshelgon och Västmanlands apostel för Västerås stift. Sankt David anses vara den första missionären i Västmanland, där han slog sig ner i Munktorp någon gång på 1000-talet och byggde den första kyrkan, och eventuellt ett kloster. Han lär ha avlidit den 25 juni 1082, vilket också är den dag då han firas. Han räknas också som Västerås första biskop.
Enligt en legend fanns det ett kloster i Munktorp och många tror att munken Erik, som var av svensk börd och vandrade omkring och predikade kristendom och blev bragt om livet av hedningarna i Flottsund, kom från kommuniteten i Munktorp. Eriks död torde ha inträffat under senare delen av 1000-talet. Klostrets historia bör ha varit förhållandevis kort. Inga medeltida urkunder, förutom legenden om David, nämner något om klostret i Munktorp. En i närheten belägen källa heter än idag Sankt Davids källa och utpekas som platsen för Davids dopverksamhet. Den äldsta delen av Munktorps kyrka – tornet med sin vapenhusliknande utbyggnad åt väster – kallas Davidskyrkan och uppges vara byggd av abboten. Konsthistoriker menar att den har tydliga engelska drag och påminner om samma kyrkotyp som Gamla Uppsala domkyrka och kyrkoruiner i Sigtuna. Cluniancensklostret i Lund (dåvarande Danmark) borde ha varit den utsändande instansen upp till nuvarande Mellansverige. I mirakelsamlingar över David berättas hur han släckte eldsvådor, botade sinnessjuka, räddade ett barn som fallit ned i en brunn och hur han fick ett annat barn som svalt en nål att hosta upp den. Ryktet om Sankt David var så grundmurat att biskop Birger Magnusson 1463 begärde att få överföra hans ben till Västerås domkyrka, som saknade reliker av en helig man. En uppgift från 1542 säger att hans kranium och en arm har förflyttats från Munktorp.

### Befolkningsutveckling
| Befolkningsutvecklingen i Munktorp 1960–2020 | Befolkningsutvecklingen i Munktorp 1960–2020 | Befolkningsutvecklingen i Munktorp 1960–2020 | Befolkningsutvecklingen i Munktorp 1960–2020 | Befolkningsutvecklingen i Munktorp 1960–2020 |
| -------------------------------------------- | -------------------------------------------- | -------------------------------------------- | -------------------------------------------- | -------------------------------------------- |
|                                              |                                              |                                              |                                              |                                              |
| År                                           |                                              |                                              | Folkmängd                                    | Areal (ha)                                   |
| 1960                                         | 1960                                         |                                              | 339                                          |                                              |
| 1965                                         | 1965                                         |                                              | 398                                          |                                              |
| 1970                                         | 1970                                         |                                              | 425                                          |                                              |
| 1975                                         | 1975                                         |                                              | 460                                          |                                              |
| 1980                                         | 1980                                         |                                              | 529                                          |                                              |
| 1990                                         | 1990                                         |                                              | 516                                          | 82                                           |
| 1995                                         | 1995                                         |                                              | 537                                          | 82                                           |
| 2000                                         | 2000                                         |                                              | 530                                          | 84                                           |
| 2005                                         | 2005                                         |                                              | 485                                          | 84                                           |
| 2010                                         | 2010                                         |                                              | 455                                          | 83                                           |
| 2015                                         | 2015                                         |                                              | 453                                          | 95                                           |
| 2020                                         | 2020                                         |                                              | 474                                          | 93                                           |
|                                              |                                              |                                              |                                              |                                              |

## Samhället
I Munktorp ligger Munktorps kyrka.
Munktorps prostgård lär vara det första landsbygdshus i Sverige som målades med falu rödfärg.
Vid Munktorps kyrka börjar Romboleden, vid dopfunten inne i kyrkan. Leden är en gammal pilgrimsled mellan Trondheim och Munktorp. I kyrkan finns en inmurad ambo, som betyder: "att stiga upp", från ambon läses episteltexten.

## Näringsliv
På orten finns bland annat flera träindustrier.

## Kända personer med anknytning till Munktorp
- Per Emil Carlbom, fackföreningsman för Järnvägsmannaförbundet (1877-1924)
- Carl Gustaf Ekman, statsminister 1926-28 och 1930-32.
- David av Munktorp, engelsk munk som verkade i Munktorp. Västmanlands apostel.
- Fredrick Federley, förbundsordförande Centerpartiets Ungdomsförbund 2002-2007, riksdagsman för Centerpartiet 2006-.
- Fredrik Stenman, fotbollsspelare.
- Helvig av Holstein, som fick Dåvö i södra delen av Munktorps socken som morgongåva och bodde där som änka 1290-1324.
- Sven-Erik Österberg, socialdemokratiskt statsråd.
- Anders Wejryd, kyrkoherde i Munktorp 1976-85. Svenska kyrkans ärkebiskop 2006-2014.